# Email forwarding
L'email forwarding, in inglese, è un servizio email fornito dai web provider. Fa sì che quando un utente invia una email ad una casella di posta, il sistema rigiri la suddetta email ad un gruppo di email, appartenenti a degli utenti.

## Esempio
Un gruppo di 100 studenti che lavorano ad un progetto, inviano tra di loro delle email. Ad esempio, ogni volta che lo studente 1 (o 2, o 3, o chiunque) deve inviare una email agli studenti 2, 3, [..] deve manualmente inserire le loro email nel campo "A:" del suo client di posta. Per evitare di "perder tempo", adottano il sistema di Email forwarding: attivando il servizio presso un provider di posta, inserendo in un database le email degli studenti, comunicando a tutti che per comunicare tra di loro devono inviare le email all'indirizzo per l'ulteriore inoltro della lettera al gruppo. Di conseguenza se lo studente 1 vuole inviare una email a tutti gli altri studenti, invia una sola email a tale indirizzo che automaticamente re-indirizzerà l'email ricevuta agli altri componenti.